# Acheron: Part I
"Acheron: Part I" é o primeiro episódio da décima primeira temporada da série de televisão de terror pós-apocalíptico The Walking Dead. O primeiro de uma estreia em duas partes, o episódio foi escrito pelos showrunners Angela Kang e Jim Barnes, e dirigido por Kevin Dowling. No Brasil, o episódio foi lançado juntamente com o lançamento da plataforma de streaming do Star+ em 31 de agosto de 2021.
No episódio, depois que Alexandria passa por uma escassez de alimentos, Maggie (Lauren Cohan) lidera uma expedição para o "Meridian", uma comunidade onde ela morava antes de ser tomada. Na estrada, uma violenta tempestade força o grupo a descer no subsolo em uma estação de metrô onde as tensões aumentam entre Maggie e Negan (Jeffrey Dean Morgan). Enquanto isso, Eugene (Josh McDermitt), Ezekiel (Khary Payton), Yumiko (Eleanor Matsuura), e Princesa (Paola Lázaro) são realocadas para um local não revelado e passam por uma "avaliação de nível um" pelos auditores de Commonwealth.
O episódio recebeu críticas geralmente positivas dos críticos, com muitos comentando que dividir o episódio em duas partes parecia desnecessário.

## Enredo
Daryl (Norman Reedus) e Maggie (Lauren Cohan) lideram um grupo de Alexandria para uma base militar, onde eles vasculham por MREs deixados para trás. No chão da base, Carol (Melissa McBride) e Rosita (Christian Serratos) ajudam Maggie a carregar os MREs nas mochilas, que Daryl sobe pelo teto com um sistema de polia. Porém, uma polia estala e Daryl corta seu braço pegando uma mochila antes que ela caia, mas uma gota de seu sangue cai em um zumbi, despertando-o; o barulho acorda todos os zumbis na sala. Enquanto o grupo no térreo luta, Daryl os puxa em segurança através do teto.
Em Alexandria, Gabriel (Seth Gilliam) revela que eles só têm comida suficiente para durar uma semana. Maggie sugere que eles reabasteçam seus suprimentos, retomando sua antiga comunidade, Meridian, que foi anteriormente derrubada por um grupo que matou a maioria de seu povo. Ela lidera uma equipe, entre eles Daryl, Gabriel, Alden (Callan McAuliffe) e Negan (Jeffrey Dean Morgan), para Meridian, por onde passam por Washington, D.C. Eventualmente, eles se abrigam em uma estação de metrô quando são pegos por uma tempestade; eles continuam em seu caminho subterrâneo. Negan, mais familiarizado com D.C., diz que o túnel já foi inundado antes, mas Daryl o dispensa. O grupo logo se depara com uma pilha de corpos, todos embrulhados em plástico; Daryl logo mata um quando ele reanima. Eles notam que os zumbis não faziam barulho, pois suas gargantas haviam sido cortadas; Maggie ordena ao grupo que mate o resto dos zumbis com cuidado. No entanto, um grande zumbi ataca Gage (Jackson Pace), um adolescente que luta para matar o zumbi sozinho, mas é resgatado por Negan, que mata o zumbi e então se recusa a levar o grupo para mais longe através do túnel, diz que é muito perigoso; Gage concorda.
Recalcitrante, Negan diz que os outros podem continuar se quiserem, mas ele não irá com eles. No entanto, Maggie insiste que eles precisam de Negan para continuar a guiá-los. Negan então teoriza que a única razão pela qual ele foi incluído no grupo foi para que Maggie pudesse levá-lo para a morte, longe de Alexandria e fazer com que parecesse um acidente. Ele se recusa a concordar com isso e diz a Maggie para matá-lo agora, na frente de todos. Quando ele então menciona e insulta Glenn, Daryl imediatamente o soca no chão. Apontando uma arma para Negan, Maggie diz a Negan que matá-lo está sempre em sua mente e não tem certeza de quanto tempo seu autocontrole vai durar.
Em outro lugar, em Commonwealth, Eugene (Josh McDermitt), Ezekiel (Khary Payton), Yumiko (Eleanor Matsuura) e Princesa (Paola Lázaro) são separadas e interrogadas por horas pelos auditores de Commonwealth, que estão fixos em como eram suas vidas antes da queda. No centro de detenção, o grupo decide que precisa escapar; Princesa, que tem uma memória talentosa, revela que dois dos guardas desaparecem regularmente por meia hora para fazer sexo, onde precisam tirar a armadura. Durante este ocorrido, Eugene e Yumiko roubam os uniformes do soldado e escoltam Ezekiel e Princesa por um corredor em direção à saída. Quando questionado por outro soldado para onde estão indo, Yumiko responde "reprocessamento", o que satisfaz o soldado. Na saída do posto avançado, o grupo passa por uma parede cheia de papéis de parede com fotos de pessoas desaparecidas, chamada de "Mural dos Perdidos". Princesa reconhece Yumiko em uma das fotos, com um bilhete do irmão de Yumiko, Tomi, perguntando se alguém a viu. Yumiko então percebe que seu irmão está procurando por ela e possivelmente em Commonwealth; ela decide ficar para buscar respostas.
De volta ao subsolo, o grupo percebe que Gage e Roy (C. Thomas Howell) fugiram secretamente e levaram todos os seus suprimentos. Um rebanho de zumbis então aparece mais abaixo no túnel e embosca o grupo, que começa a matar os zumbis. Oprimido, o grupo procura uma rota de fuga e encontra uma escada ligada a um vagão do metrô. Em meio ao caos, Daryl corre atrás do Cachorro enquanto o resto do grupo sobe a escada em segurança. Maggie é a última a subir a escada, mas sua perna é agarrada por um zumbi. Ela clama a Negan por ajuda, mas ele a abandona; Maggie perde o controle e cai.

## Produção
Em março de 2020, foi anunciado que a pré-produção da temporada final havia sido adiada devido à pandemia de COVID-19. As filmagens do episódio começaram em 9 de fevereiro de 2021. Como nas temporadas anteriores, o episódio foi filmado em locações no estado da Geórgia. Seth Gilliam revelou no Talking Dead que o conjunto do metrô levou "um mês ou dois" para ser montado. Muitas das fotos de pessoas desaparecidas incluídas no "Mural dos Perdidos" em Commonwealth foram enviadas por membros do elenco e da equipe, incluindo David Boyd, que dirigiu treze episódios anteriores da série, como "Diverged" na temporada anterior.
O título do episódio, "Acheron", refere-se a um dos rios na mitologia grega que dizem fluir através do submundo. O "Acheron" também é às vezes chamado de rio da dor ou aflição. É também um rio real na Grécia, Itália.

## Recepção

### Crítica
Acheron: Part I recebeu críticas medianas. No Rotten Tomatoes, o episódio teve uma taxa de aprovação de 92%, com uma pontuação média de 7 de 10, com base em 13 avaliações. O consenso crítico do site diz: "A rivalidade de longa data de Maggie e Negan toma o centro do palco em "Acheron: Part I", uma estréia sólida que dá o pontapé inicial na temporada final de The Walking Dead com alguma mordida."
Para Matt Fowler, da IGN, segundo ele, The Walking Dead abriu sua temporada final com uma apresentação sem brilho, apresentando histórias de mid-card e precipitações desanimadoras. Ele deu ao episódio nota 5 de 10.

### Audiência
O episódio teve um total de 2.22 milhões de espectadores em sua exibição original na AMC na faixa de 18-49 anos de idade. Apresenta aumento de 0.10 pontos de audiência em relação ao episódio anterior e foi a primeira estreia de temporada da história da série a apresentar audiência abaixo de 4 pontos.